# 카자그란지

카자그란지

카자그란지(Casa Grande)는 브라질 미나스제라이스주의 도시이다.